# Charles Thorn

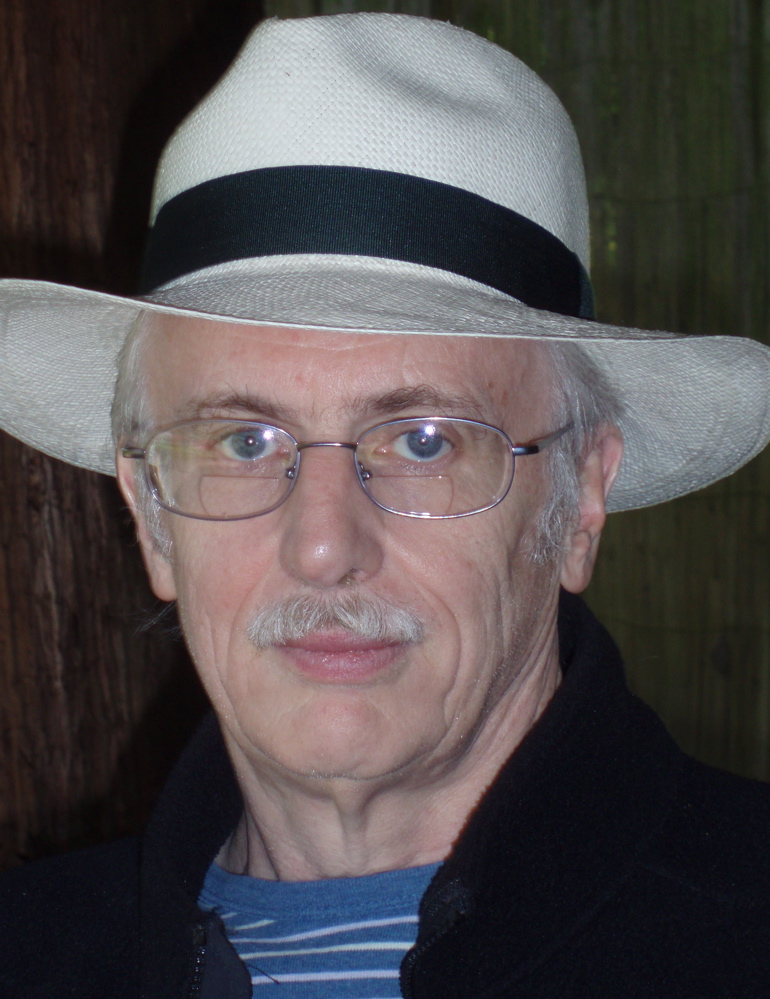
Charles Thorn

Charles Behan Thorn III. (* 14. August 1946 in Washington (Indiana)) ist ein US-amerikanischer theoretischer Physiker.

## Leben
Thorn studierte am Massachusetts Institute of Technology (MIT) mit dem Bachelor-Abschluss 1968 und an der University of California, Berkeley mit dem Master-Abschluss 1969 und der Promotion in Elementarteilchentheorie 1971 bei Stanley Mandelstam mit der Arbeit Aspects of dual resonance models. Als Post-Doktorand war er 1972 am CERN. 1973 wurde er Assistant Professor und später Associate Professor am MIT und 1980 Professor an der University of Florida in Gainesville.
1985 war er Gastprofessor an der Ecole Normale Superieure und 1976 und 1991 Gastwissenschaftler am Department of Applied Mathematics and Theoretical Physics (DAMTP) der Universität Cambridge.
Thorn war in den 1970er Jahren einer der Autoren (mit Victor Weisskopf, Kenneth A. Johnson, Robert L. Jaffe und Alan Chodos) des MIT Bag Models der Hadronen, einem vereinfachten Modell der Hadronen als in ein Volumen eingesperrter Quarks mit störungstheoretischer Quantenchromodynamik-Rest-Wechselwirkung.
Er ist auch für Beiträge zur Stringtheorie bekannt, noch aus den 1970er Jahren (als diese als Dual models in der Theorie der starken Wechselwirkung bekannt waren). Mit Peter Goddard bewies er die Abwesenheit von Zuständen negativer Norm (kausalitätsverletzenden Geister-Zuständen) in der bosonischen Stringtheorie.
Er ist Fellow der American Physical Society. 1986/87 war er Guggenheim Fellow und am Institute for Advanced Study. 1974 war er Sloan Research Fellow.

## Schriften (Auswahl)
Außer den in den Fußnoten zitierten Arbeiten:
- mit P. Goddard, Jeffrey Goldstone, Claudio Rebbi: Quantum Dynamics of a Massless Relativistic String. In: Nuclear Physics B, 56, 1973, S. 109–135.
- On the Derivation of Dual Models from Field Theory II. In: Phys. Rev. D 17, 1978, S. 1073–1084.
- mit T. L. Curtright: Conformally Invariant Quantization of the Liouville Theory. In: Phys. Rev. Lett., 48, 1982, S. 1309–1312.
- Introduction to the theory of the relativistic string. In: M. Green, D. Gross (Hrsg.): Unified string theories. 1986.
- Reformulating String Theory with the 1/N Expansion. Preprint 1994, arxiv:hep-th/9405069v1.